# Золотой час (фотография)

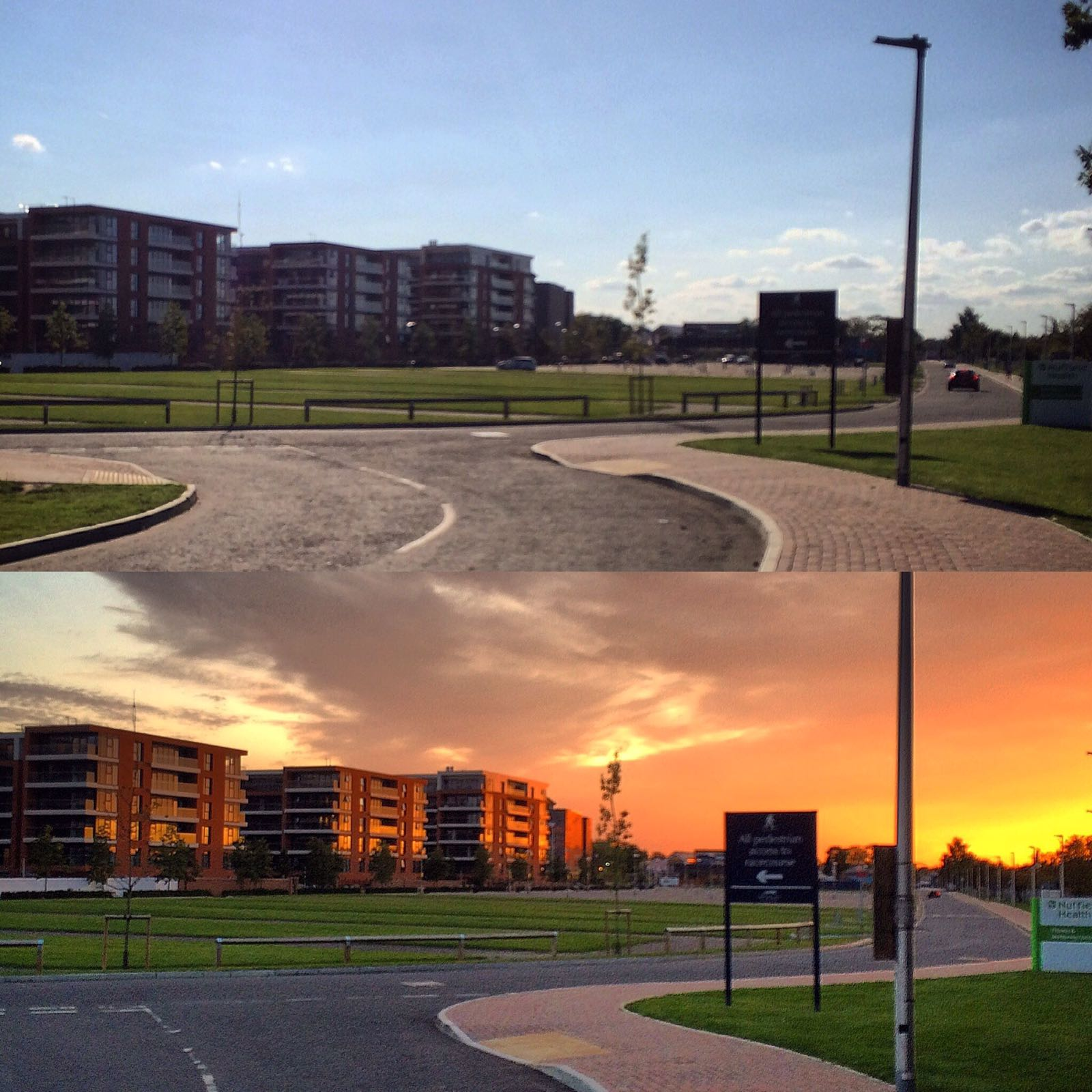
Сравнение дневного света и золотого часа на ипподроме Ньюбери

В фотографии золотой час — это период дня вскоре после восхода солнца или перед закатом, в течение которого дневной свет выглядит более красным и мягким, чем при более высоком положении солнца.
Золотой час также иногда называют «волшебным часом». В этот период яркость неба соответствует яркости уличных фонарей, вывесок, автомобильных фар и освещённых окон.
Период времени около золотого часа до восхода или после заката называется «синим часом». В это время солнце находится значительно ниже горизонта и остаточное освещение приобретает преимущественно синий оттенок.

## Характеристика

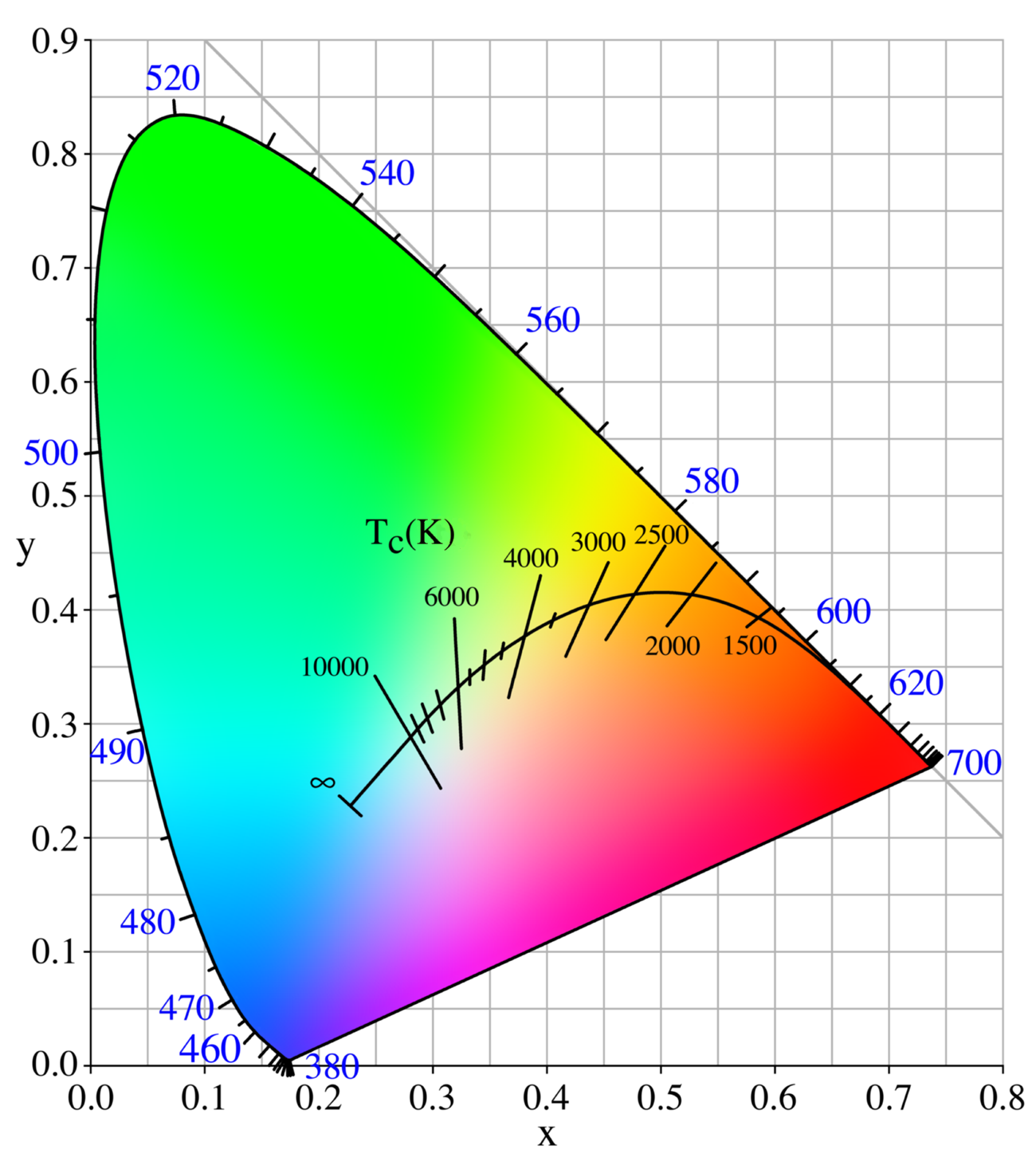
Цветовая температура дневного света меняется в зависимости от времени суток и обычно составляет около 2000 K вскоре после восхода или перед закатом, около 3500 K в «золотой час» и около 5500 K в полдень. Она также может меняться в зависимости от высоты солнца, широты, сезона и погодных условий

Когда солнце находится низко над горизонтом, солнечные лучи должны проникать в атмосферу на большее расстояние, что снижает интенсивность прямого света, так что непрямой свет с неба создаёт больше диффузного излучения, уменьшая коэффициент освещённости. Технически — это разновидность диффузного отражения света. Более синий свет рассеивается, так что если солнце присутствует на небе, его свет приобретает красноватый оттенок. Кроме того, низкий угол наклона солнца над горизонтом создает более длинные тени.
Термин «час» используется образно — эффект не имеет четко определённой продолжительности и варьируется в зависимости от сезона и широты. Характер освещения определяется высотой солнца, а время, в течение которого солнце перемещается от горизонта на заданную высоту, зависит от географической широты местности и времени года. В Лос-Анджелесе, Калифорния, через час после восхода солнца или за час до заката солнце имеет высоту около 10—12°. В местах ближе к экватору такая же высота достигается менее чем за час, а для мест, расположенных дальше от экватора, высота достигается более чем за час. В достаточно удалённом от экватора месте солнце может не достигать высоты 10° и «золотой час» в определённые сезоны может длиться весь день.
В середине дня яркое солнце над головой может создавать сильные блики и тёмные тени. Степень передержки различается, поскольку разные типы плёночных и цифровых камер имеют разные динамические диапазоны. Эта проблема с резким освещением особенно важна в портретной фотографии, где заполняющая вспышка часто необходима для сбалансированного освещения лица или тела объекта, заполняя сильные тени, которые обычно считаются нежелательными.
Поскольку в «золотой час» контрастность снижается, тени выглядят менее тёмными, а светлые участки менее подвержены переэкспонированию. В пейзажной фотографии тёплые цвета низкого солнца часто считаются желательными для улучшения цвета сцены. Это лучшее время дня для любого типа фотографии, поскольку свет хорошо рассеивается и тёплый.

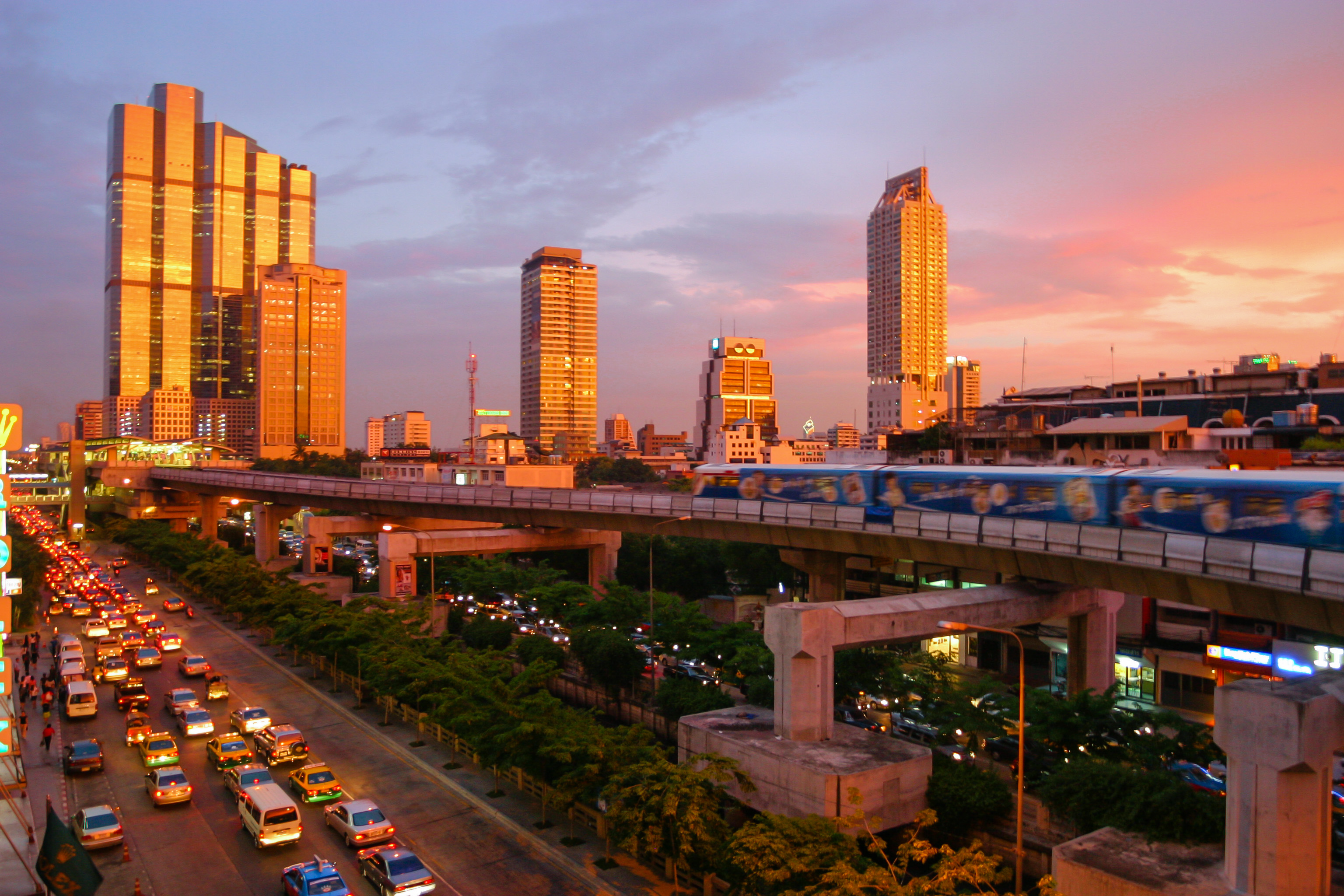
Бангкок в золотой час
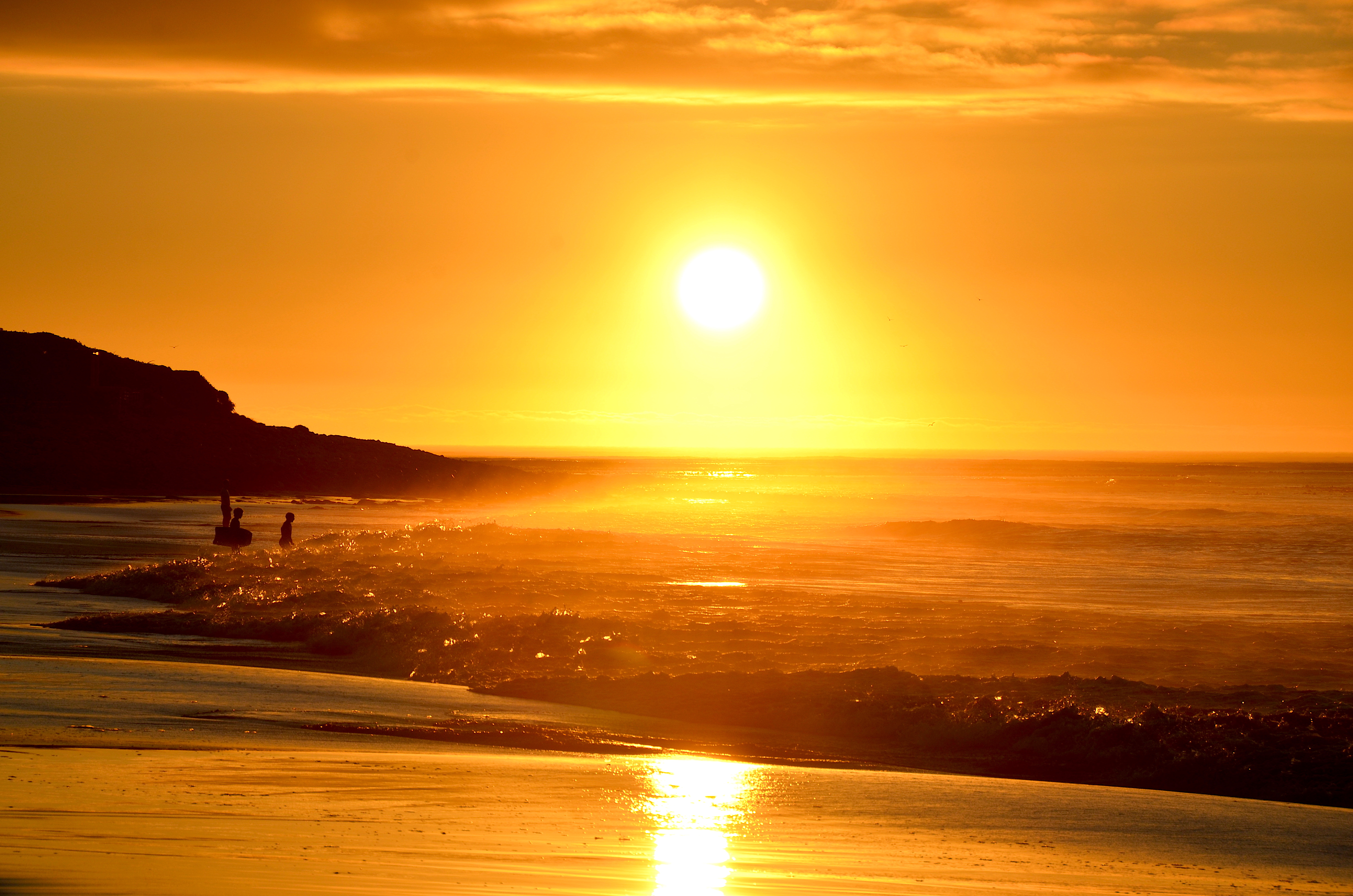
Золотой час на Лонг-Бич в Южной Африке
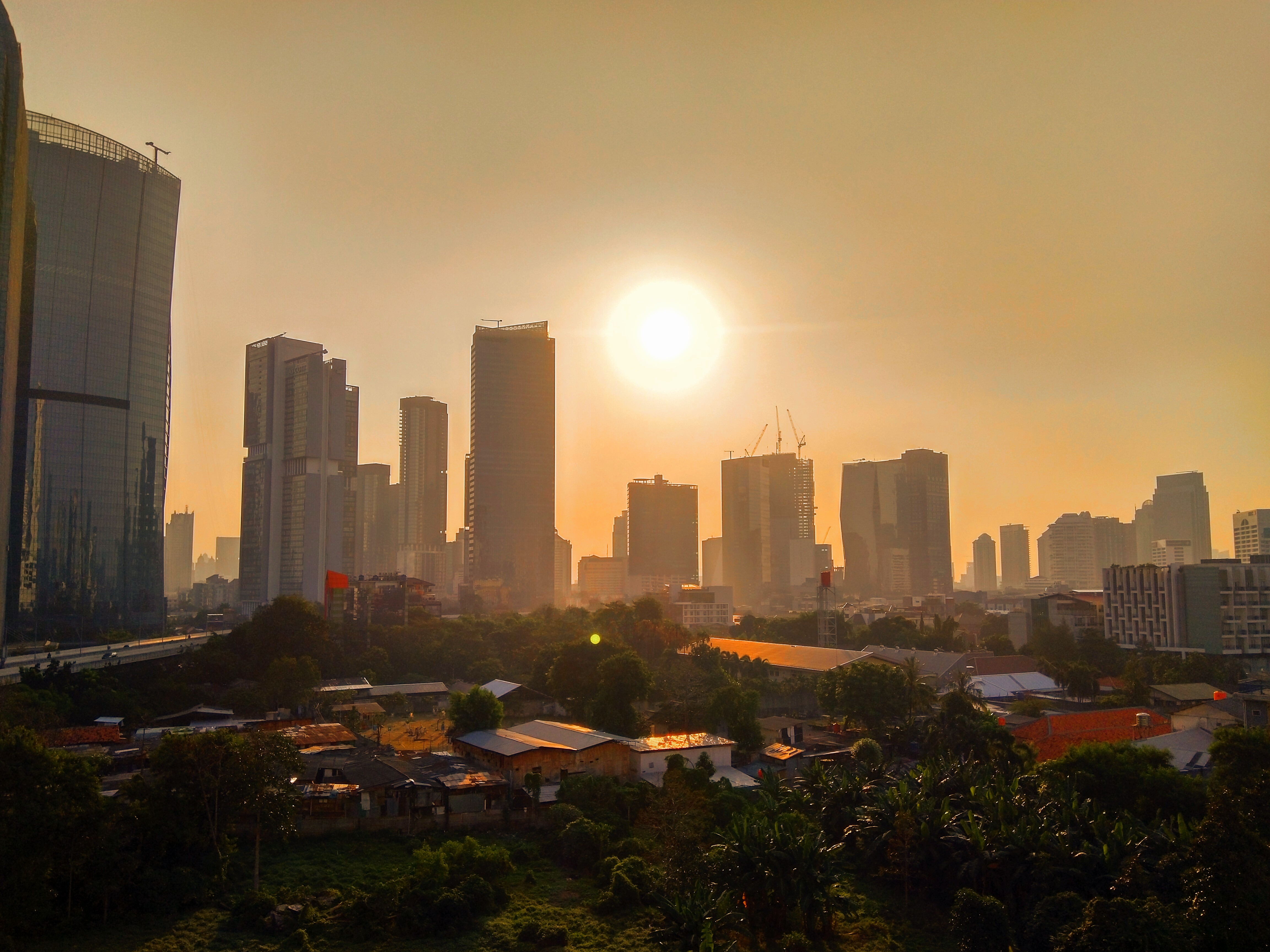
Вид на горизонт Джакарты в золотой час